# Ralph Ting
Ralph Ting (28 gennaio 1992) è un attore cinese naturalizzato statunitense.
Ha iniziato fin da bambino la sua carriera partecipando in diversi spot pubblicitari e nel 2006 ha debuttato al cinema nel film Tu, io e Dupree nella parte di Toshi.
Un anno dopo, ha recitato in Totally Baked.

## Filmografia

### Cinema
- First Days (2001)

### Cortometraggi
- Tu, io e Dupree (2006)
- Totally Baked (2007)